# Khlong Saen Saeb

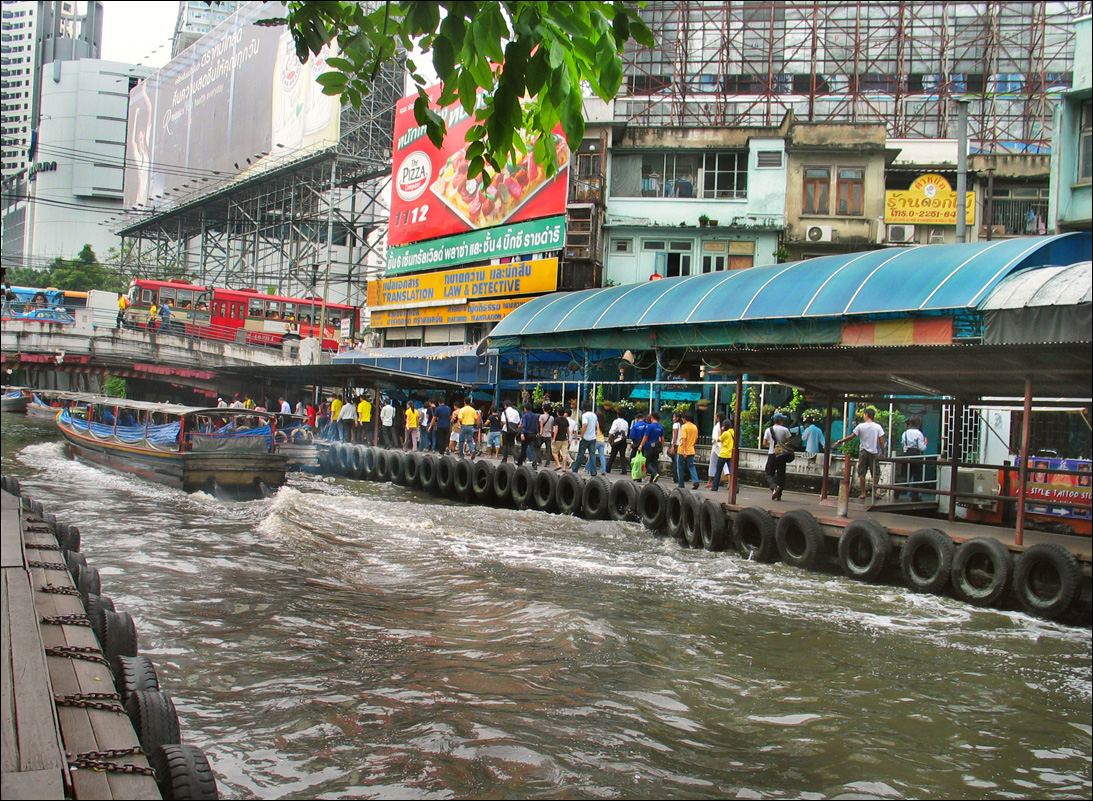
Bootservice in de khlong

Khlong Saen Saeb (Thai: คลองแสนแสบ, ook Saen Saep genoemd) is een khlong in Centraal-Thailand. Hij sluit zich aan bij de rivier de Chao Phraya richting Prachinburi en Chachoengsao. Een deel van het kanaal wordt gebruikt voor openbaar vervoer met een bootservice in Bangkok. De paden naast de khlong zijn betonnen voetpaden aan beide kanten in veel gebieden waar mensen wandelen (ondanks de stank van het kanaal). In andere gebieden kan het zwaar vervuilde water gebouwen in druipen na zware regenbuien. Het kanaal is verboden met vele andere kanalen in een groot netwerk. Echter, de meeste andere kanalen hebben geen reguliere transportservice.
Saen Saeb werd gebouwd in opdracht van koning Rama III tijdens het conflict tussen Siam en Annam over Cambodja. Het was bedoeld als manier om wapens en soldaten te transporteren naar Cambodja. De bouw begon in 1837 en werd drie jaar later voltooid. Klong Saen Saeb was ooit gevuld met een grote hoeveelheid lotusplanten. Koning Rama IV bouwde in zijn vierde regeerperiode (van 1851 tot 1868) het Sra Pathum paleis. Sra Pathum betekent, vertaald naar het Nederlands, lotusvijver. De khlong begint bij Mahanak rond het Mahakan Fort in Bangkok. In Chachoengsao eindigt het in de Bang Pakong.